# Ardsley (Nueva York)
Ardsley es una villa ubicada en el condado de Westchester en el estado estadounidense de Nueva York. En el año 2000 tenía una población de 4269 habitantes y una densidad poblacional de 1,252.1 personas por km².

## Geografía
Ardsley se encuentra ubicado en las coordenadas 41°0′41″N 73°50′29″O / 41.01139, -73.84139. Según la Oficina del Censo, la ciudad tiene un área total de 3,4 km² (1,3 mi²), de la cual 3,4 km² (1,3 mi²) es tierra y 0 km² (0 mi²) (0%) es agua.

## Demografía
Según la Oficina del Censo en 2000 los ingresos medios por hogar en la localidad eran de $105 293, y los ingresos medios por familia eran $116 239. Los hombres tenían unos ingresos medios de $78 012 frente a los $57 216 para las mujeres. La renta per cápita para la localidad era de $47 086. Alrededor del 1.3% de la población estaban por debajo del umbral de pobreza.